# Verwaltung im Alten Ägypten
Die Verwaltung im Alten Ägypten bestand aus dem Pharao, Mitgliedern seiner Familie, dem Wesir und anderen höheren Verwaltungsbeamten im Umfeld des Königs, lokalen Vorstehern von Büros und den zahlreichen unteren Beamten.
Der König (Pharao – das Wort geht auf das altägyptische per aa zurück und wird mit „Großes Haus“ übersetzt) wurde im Alten Ägypten als Sohn des Sonnengottes Re verehrt. Somit war er für das Volk ein Vertreter des Göttlichen auf Erden, der ein göttliches Amt innehatte.
Der ägyptische Staat war eine absolute Monarchie, das heißt, der König erließ alle Gesetze und Dekrete. Im Auftrag des Königs übernahmen Priester und Beamte stellvertretend Aufgaben im Lande. Der König war sowohl Diplomat als auch Feldherr, der über Krieg und Frieden entschied und Wirtschaft und Handel zu überwachen hatte. Dies schon deshalb, um die meist dringend benötigten Abgaben zu erhalten.

## Entwicklung

### Frühzeit
Die ersten Belege für eine Verwaltung (obwohl es diese sicherlich schon vorher gab) tauchen kurz vor der 1. Dynastie mit der Schrift auf. Hohe Beamte verewigten sich mit ihren Titeln auf ihren Denkmälern oder sind von Verwaltungssiegeln bekannt. Demnach entstand die ägyptische Verwaltung aus der Notwendigkeit heraus, den Palast und den König mit Nahrungsmitteln und anderen Gütern zu versorgen. Aus dieser Zeit stammen auch Belege für königliche Domänen, die den Palast versorgten. Die Verwalter dieser Domänen sind die ersten bekannten hohen Beamten.

### Altes Reich
Mit dem Alten Reich wurde die Verwaltung komplexer. Direkt unter dem Pharao stand nun der Wesir. Er hatte die Aufsicht über die Exekutive (Ausführende Gewalt im Staat, wie zum Beispiel Verwaltung) im Land. Sein Amt ist mit dem des heutigen Premierministers zu vergleichen. Da der Wesir die Exekutive im Land beaufsichtigte, musste er die innerägyptische Verwaltung kontrollieren und koordinieren, juristische Aufgaben wahrnehmen und für Recht und Gerechtigkeit im Staat sorgen. Legislative Funktionen (Gesetzgebung) hatte er nicht, da dies alleiniges Vorrecht des Königs war. Ihm unterstand die Landesverwaltung und deren nachgeordnete Ämter auf lokaler und regionaler Ebene. Alle Archive, die Land und Leute erfassten, unterstanden allein ihm. Für den Inhalt dieser Archive war er verantwortlich.
Gerade zu Beginn des Alten Reiches stammten diese oft aus der königlichen Familie. Die Verwaltung des Alten Reiches hatte wohl noch keine festen Strukturen. Ein Beamter konnte einen oder mehrere wichtige Titel tragen und Ämter innehaben. Diese Ämter wurden nach Bedarf verliehen. So konnte der Wesir auch „Vorsteher der Schatzhäuser“ oder „Vorsteher der Scheunen“ sein, oder auch beides zusammen, während ein nächstes Mal diese Titel von einer Person als einziger Titel getragen werden konnten.
Die Anforderung an angehende Beamte war stets dieselbe: Sie mussten lesen, schreiben und rechnen können. Dadurch war der Wechsel in einen anderen Berufszweig relativ simpel. Ihre Bezahlung erfolgte in Naturalien oder in Grund und Boden, so dass sie ihr Auskommen gewährleisten konnten. Oft folgte der Sohn dem Vater ins Amt, so war zum Beispiel das Wesirat lange Zeit in den Händen ein und derselben Familie.

### Mittleres Reich

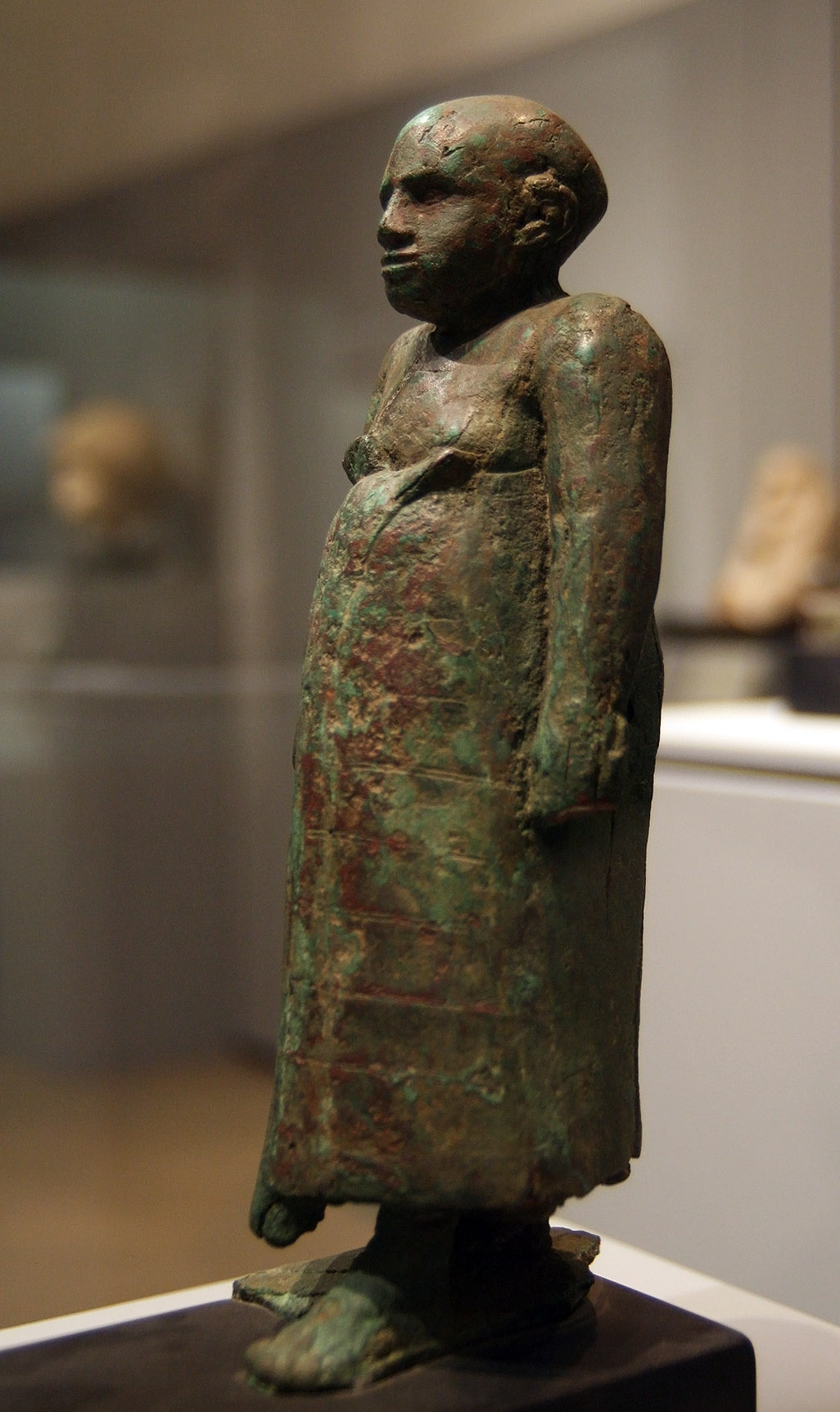
Statue eines hohen Beamten zur Zeit der 12. Dynastie (um 1800 v. Chr.)

Im Mittleren Reich (ca. 2000–1750 v. Chr.) wurde die Verwaltung straffer organisiert. Es gab jetzt den Wesir, den Schatzmeister, den Domänenverwalter und den Truppenvorsteher. Diese Leute hatten jetzt klar umrissene Aufgaben und meist nur ihr Amt inne. Das Große Arbeitslager war eine Institution, von der die Arbeit organisiert wurde. Ein bestimmter Teil der Bevölkerung wurde für bestimmte staatliche Projekte gebraucht und von diesem Lager aus organisiert.

### Neues Reich
Die Verwaltung des Neuen Reiches (ca. 1550–1070 v. Chr.) ist ähnlich zu der des Mittleren Reiches. Unter Thutmosis III. wurde das Wesirsamt in einen nördlichen und südlichen Wesir aufgeteilt. Es handelte sich teilweise um sehr mächtige Männer. Am Ende ihrer Karriere wurden sie oft vom König in hochdotierte Priesterämter erhoben, um eine Art Altersvorsorge zu sichern. Das Amt des Obersten Domänenverwalters war nach dem Wesir das wichtigste am Hof, sicherlich, weil diesen Amtsinhabern die ganzen landwirtschaftlichen Ressourcen unterstellt waren.

## Provinzialverwaltung
Ägypten war schon früh in Verwaltungsbezirke mit Regionalverwaltung eingeteilt. Diese Bezirke wurden nach regionalen Gottheiten benannt und werden auf Deutsch im Allgemeinen als Gaue bezeichnet. Die einzelnen Gaue wurden teilweise von lokalen Statthaltern verwaltet, die bedeutende Familien bilden konnten. Im Laufe des Mittleren Reiches wurden diese Statthalter von Bürgermeistern ersetzt, die nur einzelnen Orte und das Land darum unter sich hatten. Die Verwaltung der Gaue erhob Abgaben und zog Pflichtarbeiter ein. Mit diesen Abgaben, die der Wesir kontrollierte, finanzierte er staatliche Unternehmungen, wie zum Beispiel Außenhandel und das Heer.

## Rechtssystem
Im alten Ägypten bestand keine Trennung zwischen Exekutive und Judikative. In diesem Gerichtswesen bildeten Verwaltung und Justiz eine Einheit und so gab es kein Berufsrichtertum. Es gab auch kein Gesetzbuch in unserem Sinne, sondern es wurde nach Gewohnheitsrecht geurteilt. Hohe Beamte fungierten oftmals als Richter gegenüber ihren Untergebenen. Ortsvorsteher waren Richter in ihren Ortschaften. Ab etwa dem Mittleren Reich gibt es aber auch Richterkollegien, Kenbet genannt, die sich aus dem Bezirksgouverneur und Priestern, deren Stellung es ihnen erlaubte, zusammensetzte. Der Vorsitzende der großen Kenbet in Theben war der Wesir, obwohl er nur bedingt als oberster Richter bezeichnet werden kann. In der großen Kenbet wurden beispielsweise Prozesse um Besitzansprüche und Grabraub geführt. Dem Gericht kam dabei die Aufgabe des Anklägers zu, es gab keine Unterscheidung zwischen Richter und Staatsanwalt. Obwohl es genügend Beispiele für Beteuerungen gibt, dass Gerechtigkeit für alle gleich gelten solle, so sah dies in der Praxis anders aus. Personen niederen Standes wurden härter bestraft als hohe Beamte und es ist sogar ein Fall belegt, wo ein mittlerer Handwerker (berechtigt) gegen einen Vorgesetzten klagt und dafür mit Stockschlägen bestraft wurde.

## Amtstracht und -insignien
Eigene Amtstrachten findet man nur bei wenigen, mit einer langen Tradition verbundenen Ämtern vor. Die Amtstracht des Wesirs etwa bestand aus einem langen unter den Ärmel reichenden Rock, der von zwei um den Nacken verlaufenden Schnüren gehalten wurde.
Als Erkennungszeichen trugen Beamte einen langen Stock, im Alten Reich auch das Cherep-Szepter. Für die Unterzeichnung von Urkunden benutzten sie ein vom König überreichtes Siegel. Bestimmte Ämter besaßen eigene Insignien. So trug etwa der Wesir unter seinem Gewand versteckt eine Halskette mit einem kleinen Bild der Maat.